# Allophylus insignis
Allophylus insignis är en kinesträdsväxtart som beskrevs av Ludwig Radlkofer. Allophylus insignis ingår i släktet Allophylus och familjen kinesträdsväxter. Inga underarter finns listade i Catalogue of Life.